# Goubakha
Goubakha (en russe : Губаха) est une ville du kraï de Perm, en Russie. Sa population s'élevait à 21 658 habitants en 2025.

## Géographie
Goubakha est arrosée par la rivière Kosva, un affluent de la Kama, et se trouve à 121 km au nord-est de Perm et à 1 242 km au nord-est de Moscou.

## Histoire
Goubakha a été fondée au milieu du XVIIIe siècle, comme cité minière près d'une mine de fer au bord de la rivière du même nom (Goubakha). En 1825, près de l'agglomération actuelle fut découverte la gisement de houille d'Ougleouralski. Elle était connue sous le nom de Goubakhinskaïa kop (en russe : Губахинская копь) en 1909. Après 1917, fut construite une des premières centrales thermiques dans le cadre du GOELRO. Cette centrale, nommée Kisselovskaïa GRES-3, est toujours en activité. En 1928, Goubakha accéda au statut de commune urbaine. En 1936, une des plus grandes cokeries de l'Union soviétique y était en activité. En 1941, Goubakha fut élevée au rang de ville.

## Population
Recensements (*) ou estimations de la population
| 1926* | 1939*  | 1959*  | 1970*  | 1979*  | 1989*  |
| ----- | ------ | ------ | ------ | ------ | ------ |
| 6 797 | 27 324 | 47 094 | 33 243 | 32 199 | 36 858 |

| 2002*  | 2006   | 2010*  | 2012   | 2013   | 2014   |
| ------ | ------ | ------ | ------ | ------ | ------ |
| 31 687 | 28 778 | 28 111 | 27 387 | 26 807 | 21 658 |

## Personnalités
- Ievgueni Ketov